# Списак сликара/В
| Сликари: A Б В Г Д Ђ Е Ж З И Ј К Л Љ М Н Њ О П Р С Т Ћ У Ф Х Ц Ч Џ Ш |

## Ваг.. до Вау..
Пјерин Вага (1499—1547), италијански сликар
Јошихико Вада (рођен 1940), јапански сликар
Едвард Вадсворт (1889—1949), енглески сликар
Виктор Вазарели (1908—1997), француски сликар мађарског порекла
Вукан Вуканић (рођен 1969), српски сликар
Ендру Вајет (рођен 1917), амерички сликар
Њ(уел) К(онверс) Вајет (1882—1945), амерички сликар
Џејми Вајет (рођен 1946), амерички сликар
Војћех Вајс (1875—1950), пољски сликар
Филип Вајт (1793—1877), немачки сликар
Брет Вајтли (1939—1992, аустралијски уметник
Сузана Валадон (1865—1938), француска сликарка
Алфонс Валде (1891—1958), аустријски сликар
Хуан де Валдес Леал (1622—1690), шпански сликар
Фердинанд Георг Валдмилер (1793—1865), аустријски сликар
Жигмунт Валишевски (1897—1936]]), пољски сликар
Феликс Валотон (1865—1925), швајцарско-француски сликар
Јацек Валтош (рођен 1938), пољски сликар
Ванг Веј (701—761), кинески песник, музичар, сликар и државник
Ванг Менг (око 1308—1385), кинески сликар
Ванг Шијан , кинески сликар
Ванг Шишен (1686—1759), кинески сликар
Владислав Ванки (1860—1925), пољски сликар
Валенти Ванкович (1746—1813), пољски сликар
Раџа Рави Варма (1848—1906), индијски сликар
Мари Василијеф или Марија Ивановна Васиљева (1884—1957), руска сликарка
Виктор Васнецов (1848—1926), руски сликар
Васлав Васович (18891—1942), пољски сликар
Антоан Вато (1684—1721), француски сликар
Филипс Вауверман (1619—1668), холанддски сликар

## Вдо.. до Вес..
Чеслав Вдовишевски (1904—1982), пољски сликар
Карел Вејт (1908—1997), енглески сликар
Рохир ван дер Вејден (1399—1464), фламански сликар
Дијего Веласкез (1599—1660), шпански сликар
Нил Веливер (рођен 1929), амерички сликар
Хенри ван де Велде (1863—1957), белгијски сликар
Вилем ван де Велде Старији (1611—1693), холандски сликар
Вилемван де Велде Млађи (1633—1707), холандски сликар
Владимир Величковић (рођен 1935), српски сликар
Курт Венер амерички улични сликар
Јан Веникс (1640—1719), холандски сликар
Вен Тунг (1019—1079), кинески сликар
Вен Џенгминг (1470—1559), кинески сликар, калиграф и учитељ
Вен Џенхенг (1585—1645), кинески сликар
Маријана Владимировна Веревкина, (1860—1938), руска сликарка
Василиј Васиљевич Верешчагин, (1842—1904), руски сликар
Јоханес Вермер (1632—1675), холандски сликар
Јан Корнелис Вермајен (1500—1559), холандски сликар
Орас Верне (1789—1863), француски сликар
Паоло Веронезе (1528—1588), италијански сликар
Андреа дел Верокио (око 1435—1488), италијански сликар и вајар
Адолф Урлик Вертмилер (1751—1811), шведско-амерички сликар
Џина Верфел (рођена 1951), америчка сликарка
Фернанд Верхеген (1883—1975), белгијски сликар и гравер
Јакуб Весел (1710—1780), пољски сликар
Том Веселман (1931—2004), амерички сликар
Бенџамин Вест (1738—1820), амерички сликар

## Вес.. до Виш..
Елизабет Виже-Лебран (1755—1842), француска сликарка
Јан Видра (1902—1937), пољски сликар и графичар
Едуар Вијар (1868—1940), француски сликар и штампар
Жак Вијон (1875—1963), француски сликар и штампар
Лора Вилер Воринг, (1887—1948), афроамеричка сликарка
Адолф Вилет (1857—1926, француски сликар
Чарлс Вилијамс (рођен 1965, британски уметник
Дејвид Вилки (1785—1841), шкотски сликар
Јенс Фердинанд Вилумсен, (1863—1958), дански уметник
Ричард Вилсон (1714—1782), велшки сликар
Анибал Виљасис (рођен 1927, еквадорски сликар
Хуан Виљафуерте (рођен 1945, еквадорски цртач и сликар
Конрад Винклер (1882—1962), пољски сликар
Фриц Винтер (1905—1976), немачки сликар
Леонардо да Винчи (1452—1519), италијански сликар, вајар и изумитељ
Џулијан Олден Вир (1852—1919), амерички сликар
Ненси Висеман-Видриг (рођена 1929), америчка сликарка
Џејмс Мекнил Вислер (1834—1903), британски сликар америчког порекла
Станислав Виспјањски (1869—1907), пољски сликар
Емануел де Вите (1617—1692), холандски сликар
Освалдо Витери (рођен 1931, еквадорски уметник
Стањислав Виткјевич (1851—1915), пољски сликар, писац и естетичар
Стањислав Игњаци Виткјевич (1885—1939), пољски фотограф и сликар
Ромуалд Камил Витковски (1876—12950), пољски сликар
Конрад Виц (око1400—1445/1446), немачки сликар
Леон Вичолковски (1852—1936), пољски сликар
Иван Јаковљевич Вишњаков (1699—1761),

## Вје.. до Вуџ..
Жозеф-Мари Вјен (1716—1809), француски сликар
Елизабет Вјербицка Вела (рођена 1964), пољска сликарка и вајарка
Борис Владимирски (1878—1950, совјетски сликар
Морис де Вламенк (1876—1958), француски сликар, штампар и писац
Симон де Влигер (1601—1653), холандски сликар
Жигмунт Вогел (1764—1826), пољски сликар
Лазар Возаревић (1925—1968), српски сликар
Дејвид Војнаровиц (1954—1992), амерички уметник
Казимјеж Војњаковски, (1772—1812), пољски сликар
Витолд Војткјевич (1879—1909), пољски сликар и графичар
Тео Волвекамп (1925—1992), немачки уметник
Алфред Волис (1855—1942), енглески сликар
Хенри Волис (1830—1916), енглески сликар, писац и колекционар
Алфредо Волпи (1896—1988, бразилски модернистички уметник
Џон Вилијам Вотерхаус, (1849—1917), британски сликар
Енди Ворхол (1928—1987), амерички уметник
Џи Вочер (рођена 1945), енглеска уметница
Себастијан Вранкс (1573—1647), холандски сликар
Анджеј Вроблевски (1927—1957), пољски уметник
Корнелис Вром (1600—1661), холандски сликар
Михаил Александрович Врубељ, (1856—1910), руски сликар
Грант Вуд (1892—1942), амерички сликар
Кристофер Вуд (рођен 1962), шкотски сликар
Џон Кристофер Вуд (1901—1930), енглески сликар
Чарлс Х. Вудбери (1864—1940), амерички сликар
Мејбел Меј Вудворд (1877—1945), америчка сликарка
Симон Вуе (1590—1649), француски сликар
Бета Вукановић (1872—1972), српска сликарка
Риста Вукановић (1873—1918), српски сликар
Стеван Вукмановић (1924—1995), српски сликар
Мина Вукомановић (1828—1894), српски сликар
Паул Вундерлих (рођен 1927), немачки сликар
Ву Гуанџунг (рођен 1919), кинески сликар
Ву Тао-Цу (680—740), кинески уметник
Мајкл В. Вутен амерички сликар
Ву Чангшуо (1844—1927), кинески сликар
Ву Џен (1280—1354), кинески сликар
| Сликари: A Б В Г Д Ђ Е Ж З И Ј К Л Љ М Н Њ О П Р С Т Ћ У Ф Х Ц Ч Џ Ш |